# ロタール・レンデュリック
ロタール・レンデュリック（Lothar Rendulic, 1887年11月23日 – 1971年1月18日）は、オーストリア及びドイツの陸軍軍人。法学博士。陸軍上級大将。

## 生涯

### 青年期
レンデュリックはオーストリア、ウィーナー・ノイシュタットでクロアチア人（クロアチア語でのつづりはRendulić）の家系に生まれた。父ルーカスは、オーストリア＝ハンガリー帝国軍の大佐であった。彼はアビトゥーアの資格を修得後、ウィーン、ローザンヌの大学で法律学と政治学を学んだ。
1907年、故郷のウィーナー・ノイシュタットにあるテレジア陸軍士官学校（Theresianische Militärakademie のちにKriegsschule Wiener Neustadtと改名される）に入学した。1910年8月、レンデュリックは大尉に昇進、オーストリア＝ハンガリー帝国陸軍の99. Infanterieregiment Georg I., König der Hellenen（第99歩兵連隊「ギリシャ王ゲオルギオス1世」）に配属された。第一次世界大戦の初年、レンデュリックはこの部隊で過ごし、1915年には第31歩兵師団、1918年には第XXI軍団へそれぞれ異動となった。その間の1916年9月4日に、ネラ・ゾブルと結婚した。
戦後、レンデュリックはウィーン大学で法律を学び、1920年、法学博士の資格を得た。その後、レンデュリックはオーストリア共和国軍に加わり、1932年、当時禁止されていたオーストリア・ナチス（オーストリア民族社会主義党）に入党した。1934年、レンデュリックは外交団の駐在武官となり、パリ事務所でフランス、イギリスの情報を収集した。しかし、有望株として順調に経歴を歩んできたレンデュリックではあるが、オーストリア・ナチスに入党しているという理由で駐在武官としてはふさわしくないと判断され、1936年、一時的に不適格者リストに記載されている。

### 第二次世界大戦
アンシュルス後の1938年、レンデュリックはドイツ国防軍へ迎えられた。1940年6月23日から10月10日に第14歩兵師団師団長代理、1940年から1942年に第52師団師団長、1942年から1943年に第XXXV軍団司令官をそれぞれ務めたが、1943年に予備役へ編入された。

### ユーゴスラビア
しかし1943年、第2装甲軍司令官として復帰、1944年初めにドイツ総統アドルフ・ヒトラーからユーゴスラビアパルチザン指導者ヨシップ・ブロズ・チトーを捕らえるよう命令を受けた。1944年5月25日、ドイツ軍降下部隊によるドルバー降下作戦によってドルバー（西ボスニア）のパルチザン本部を急襲したが、チトーを捕らえることはできずに終わった。

### フィンランド、ノルウェー
1944年、レンデュリックは第20山岳軍司令官に異動、1945年まで務めた。1944年6月、フィンランド、ノルウェーに駐屯する軍の指揮官に任命された。ラップランド戦争勃発後、レンデュリックはソ連と単独講和を結んだフィンランドに対する報復としてのロバニエミを破壊するよう命令され、また、ドイツ軍がノルウェー北部から撤退する際にも、命令として受けていた焦土作戦を実行した。

### 東部戦線
1945年、レンドリックは東部戦線のクールラント半島で包囲されていたクールラント軍集団司令官に任命された。その後まもなく、レンデュリックは北方軍集団の司令官を短期間務め、再びクールラント軍集団司令官に異動、最終的に、南方軍集団（オーストリア・チェコスロバキア担当、後にオストマルク軍集団へと改名される）へ異動した。
1945年5月7日、プラハの戦いの最中、オストマルク軍集団はアメリカ軍に降伏した。

### 投獄と死
降伏後、レンデュリックはユーゴスラビアでのユーゴスラビア民衆への犯罪行為、ラップランド戦争時の焦土作戦実行者として抑留、ニュルンベルク裁判で審理された。1948年2月19日、レンデュリックは有罪とされ、懲役20年を宣告された。その後、1951年2月1日、バイエルンのランツベルク・アム・レヒのランツベルク刑務所から釈放された。
釈放後、オーストリアのザルツカンマーグートのゼーヴァルヒェン・アム・アッターゼーに住まい、地方行政に関わった。1971年1月18日、オーストリアのエフェルディングで死去した。

## 叙勲
- オーストリア戦傷メダル（ストライプ1本）
- オーストリアカール一世従軍十字章（Karl-Truppenkreuz）
- オーストリア戦功十字3級剣付戦争装飾
- オーストリア戦功メダル（勇敢メダル用リボン）（剣付勇敢メダル用リボン）
- オーストリア戦功十字（剣付勇敢メダル用リボン）
- 騎士鉄十字章（1942年）
  - 柏葉付騎士鉄十字章（1943年）
  - 柏葉・剣付騎士鉄十字章（1945年）
- 鉄十字章
  - 二級鉄十字章（1939年）
  - 一級鉄十字章（1940年）
- ドイツ十字金章（1941年）
- 東部戦線従軍メダル（1942年）
- 名誉十字章
- カフタイトル ”クールラント（1945年）
- 盾 ”ラップランド（1945年）
- 戦傷黒章
- 黄金ナチ党員バッジ（1944年）

## 文献
- Berger, Florian, Mit Eichenlaub und Schwertern. Die höchstdekorierten Soldaten des Zweiten Weltkrieges. Selbstverlag Florian Berger, 2006. ISBN 3-9501307-0-5.
- Fellgiebel, Walther-Peer. Die Träger des Ritterkreuzes des Eisernen Kreuzes 1939-1945.  Friedburg, Germany: Podzun-Pallas, 2000. ISBN 3-7909-0284-5.